# Тара (місто)
Тара (рос. Тара) — місто в Росії, адміністративний центр Тарського району Омської області, друге за величиною місто Омської області. Розташоване на лівому березі річки Іртиш, за 302 км від Омська.
Місто засноване князем Андрієм Єлецьким в 1594 році. Найперше російське поселення на території сучасної Омської області.

## Історія
Місто Тара засноване в 1594 році князем Андрієм Єлецьким і загоном козаків.
Тара стала першим російським поселенням на території сучасної Омської області. Першим міським будівництвом стала Успенська церква, а 15 серпня (за старим стилем) (свято Успіння Пресвятої Богородиці) вважається днем заснування Тари.
Розвитку міста Тари сприяла дорога з Тобольська до Томська і торгівля з Бухарою, Ташкентом, Китаєм, звідки щорічно приходили торгові каравани. Продавали соболині, білячі, лисячі, горностаєві хутра; купували шовк, чай, фрукти.
У 1599 році за річкою Чекруша служиві люди з Тари першими в Сибіру розвідали кілька солоних озер. Тара була піонером в постачанні населення Західного Сибіру сіллю.
У 1624 році в Тарі загальна чисельність населення становила 1300 осіб. Місто неодноразово горіло. У 1669 році згоріло 380 дворів. Але до кінця XVII століття місто відбудували. Під час другої пожежі в 1709 році згоріло 380 дворів в посаді, 300 за його межами, 29 татарських юрт. Населення Тари на той час збільшилася до 3000 осіб.
У 1722 року служиве населення Тари відмовилося присягати цариці Катерині (т. Зв. «Тарський бунт»), що відбилося на мапі нового адміністративного поділу Російської держави: Тара стала повітовим містом Тобольської провінції в Сибірській губернії.
У 1782 році Тара стає повітовим містом Тобольської губернії.
Місто Тара з дня заснування було місцем заслання. Першими засланцями були селяни, робітники, що провинилися, військовополонені литовці і поляки.
Значення Тари істотно зменшилася після того, як на початку XIX століття дорога була перенесена далі на південь, пройшовши замість Тари через Ішим та Омськ.
У березні 1918 року в Тарі відбувся перший повітовий з'їзд Рад, який проголосив радянську владу. Проіснував перший Тарський Совдеп лише три місяці. З червня 1918 по листопад 1919 року місто перебувало під владою Колчака.
У роки Другої світової війни на фронтах воювало 16 тисяч тарчан, майже 7 тисяч загинуло.
Сьогодні Тара — другий за величиною районний центр Омської області, великий адміністративний центр, який виконує ряд функцій для всієї півночі Омської області. В даний момент, у зв'язку з введенням в експлуатацію в 2004 році постійного автомобільного моста через річку Іртиш (міст «Самсоновський») триває будівництво автомагістралі Томськ — Тара — Тобольськ, північній паралелі залізниці.

## Галерея

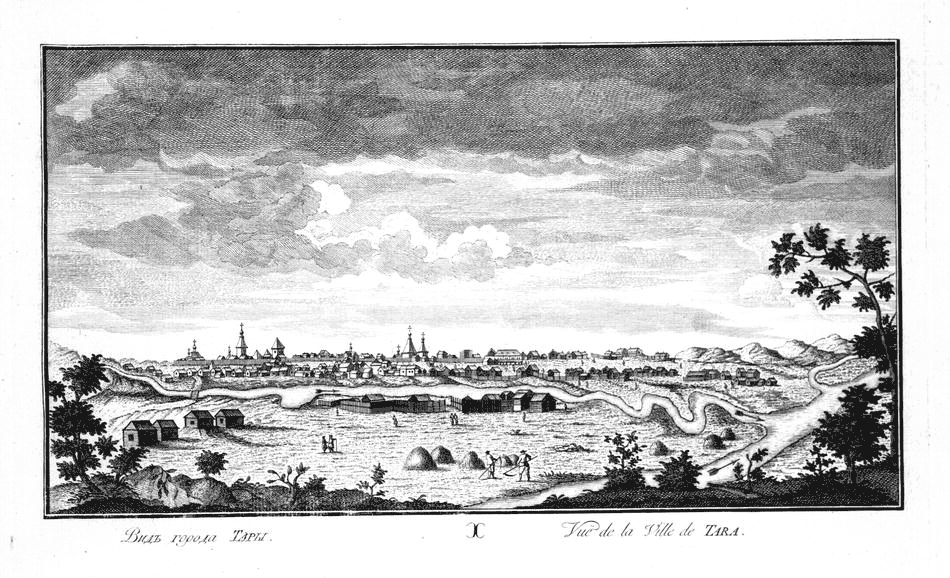
Гравюра із зображенням міста Тара, виконана в середині XVIII століття з малюнків художників І. В. Люрсеніуса і І. Беркхана, які брали участь у Другій Камчатській експедиції
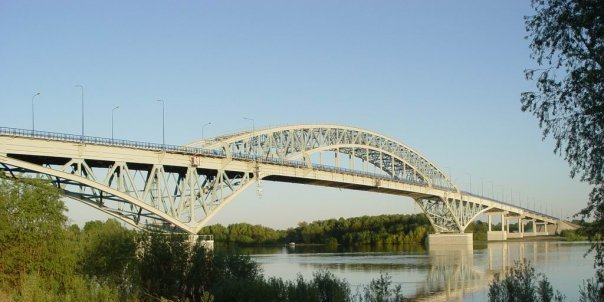
Самсоновский міст
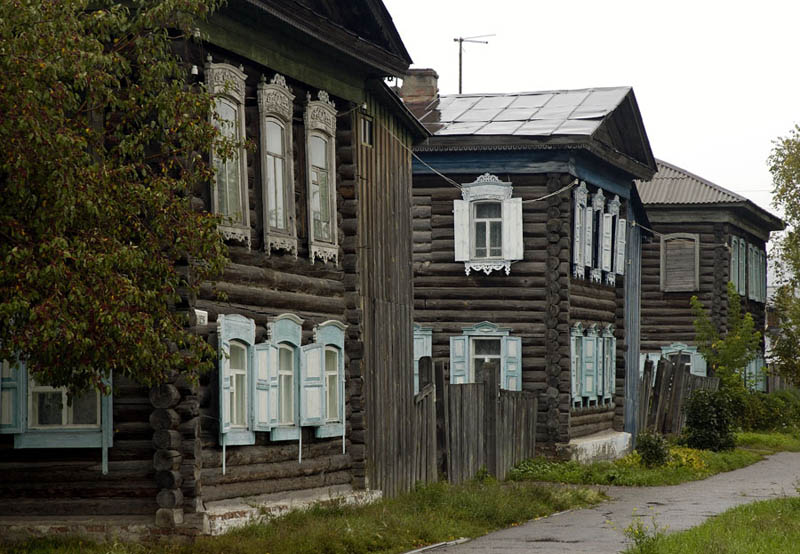
Двоповерхова дерев'яна Тара